# Werelddovendag
Werelddovendag wordt door de dovenwereld in Nederland en België gevierd op de laatste zaterdag van september. Deze dag werd in 1958 voor het eerst gelanceerd door de World Federation of the Deaf (WFD) onder de naam International Day of the Deaf. De maand is niet toevallig gekozen, de WFD wilde met deze dag namelijk ook vieren dat het in september 1951 was opgericht.
Werelddovendag heeft meerdere doelen:
- Meer bekendheid geven aan doofheid en gebarentaal
- Opkomen voor de rechten en belangen van doven.
- Informeren van doven via presentaties en infostands.
- Gelegenheid tot sociaal netwerken voor de dovengemeenschap.

In de loop van de jaren groeide de dag uit naar een week. Werelddovendag wordt wereldwijd gevierd door de nationale dovenorganisaties. In sommige landen wordt het op afwijkende data georganiseerd. Bij de WFD valt Werelddovendag op een zondag, Nederland en België kozen wellicht om praktische redenen voor de zaterdag.
| Jaar | Locatie Nederland                 | Thema                                                         | Jaar | Locatie Vlaanderen           | Thema                                                |  |
| ---- | --------------------------------- | ------------------------------------------------------------- | ---- | ---------------------------- | ---------------------------------------------------- |  |
| 1991 | Utrecht                           | -                                                             | 1991 | -                            | -                                                    |  |
| 1992 | Eindhoven                         | -                                                             | 1992 | -                            | -                                                    |  |
| 1993 | Groningen                         | Gebaren gebeuren                                              | 1993 | -                            | -                                                    |  |
| 1994 | Zoetermeer                        | Samen leven                                                   | 1994 | -                            | -                                                    |  |
| 1995 | -                                 | -                                                             | 1995 | Antwerpen                    | -                                                    |  |
| 1996 | -                                 | -                                                             | 1996 | Eeklo                        | -                                                    |  |
| 1997 | -                                 | -                                                             | 1997 | Tienen                       | -                                                    |  |
| 1998 | -                                 | -                                                             | 1998 | Gentbrugge                   | -                                                    |  |
| 1999 | -                                 | -                                                             | 1999 | Kortrijk                     | -                                                    |  |
| 2000 | Voorburg (Effatha)                | Afscheid oude school                                          | 2000 | Geel                         | -                                                    |  |
| 2001 | -                                 | -                                                             | 2001 | Brugge                       | -                                                    |  |
| 2002 | -                                 | -                                                             | 2002 | Hasselt                      | -                                                    |  |
| 2003 | Hoogeveen                         | -                                                             | 2003 | Gent                         | -                                                    |  |
| 2004 | Malle (i.s.m. Vlaanderen)         | Zonder grenzen                                                | 2004 | Malle (i.s.m. Nederland)     | Zonder grenzen                                       |  |
| 2005 | Groningen                         | Doofgoed                                                      | 2005 | Kortrijk                     | Onderwijs                                            |  |
| 2006 | Utrecht                           | Toen en nu...Doof!                                            | 2006 | Hasselt                      | Erkenning VGT en senioren (congres)                  |  |
| 2007 | Eindhoven                         | Doof: Kleurrijk                                               | 2007 | Mechelen                     | Dovencultuur                                         |  |
| 2008 | Amsterdam                         | Doof zichtbaar                                                | 2008 | Gent                         | Het verenigingsleven van de Vlaamse Dovengemeenschap |  |
| 2009 | Bergen op Zoom                    | Hand in Hand                                                  | 2009 | Geel                         | Dove ouders                                          |  |
| 2010 | 's-Hertogenbosch                  | Alles begint met taal                                         | 2010 | Brussel (i.s.m. Wallonië)    | -                                                    |  |
| 2011 | Rotterdam (i.s.m. Vlaanderen)     | Doven hebben het in hun vingers                               | 2011 | Rotterdam (i.s.m. Nederland) | Doven hebben het in hun vingers                      |  |
| 2012 | Goes                              | Zeeland reikt ons de hand                                     | 2012 | Leuven                       | Deaf Cinema                                          |  |
| 2013 | Utrecht                           | Visuele verrijking                                            | 2013 | Oostende                     | Ouders en dovengemeenschap samen in zee              |  |
| 2014 | Dordrecht                         | Historie,Verbinding,Talent en Cultuur                         | 2014 | Antwerpen                    | Ons verenigingsleven                                 |  |
| 2015 | Utrecht                           | Doven in beweging!                                            | 2015 | Zottegem                     | Leren in/van/over VGT                                |  |
| 2016 | -                                 | -                                                             | 2016 | Gent                         | Doven & werk                                         |  |
| 2017 | Amsterdam, Groningen en Rotterdam | Erkenning NGT                                                 | 2017 | Leuven                       | 40 jaar Fevlado: gisteren, vandaag & morgen          |  |
| 2018 | Leeuwarden                        | Culturele hoofdstad van Europa                                | 2018 | Kortrijk                     | Doven in beweging                                    |  |
| 2019 | Zwolle                            | Doven... Rijk aan diversiteit!                                | 2019 | Gent                         | Doof & divers                                        |  |
| 2020 | -                                 | -                                                             | 2020 | Brussel                      | Dovencultuurfestival                                 |  |
| 2021 | Utrecht                           | Samen naar Inclusie                                           | 2021 | -                            | -                                                    |  |
| 2022 | Vleuten                           | Onder de naam "Gebarenfestival" ter viering van erkenning NGT | 2022 | Sint-Katelijne-Waver         | Iedereen hoort erbij                                 |  |
| 2023 | 's-Hertogenbosch                  | Met elkaar                                                    | 2023 | Brugge                       | Gebarentaaltechnologie                               |  |
| 2024 | Utrecht, Groningen, Rotterdam     | -                                                             | 2024 | Aalst                        | Hey we zijn hier!                                    |  |